# Klak (hoofddeksel)

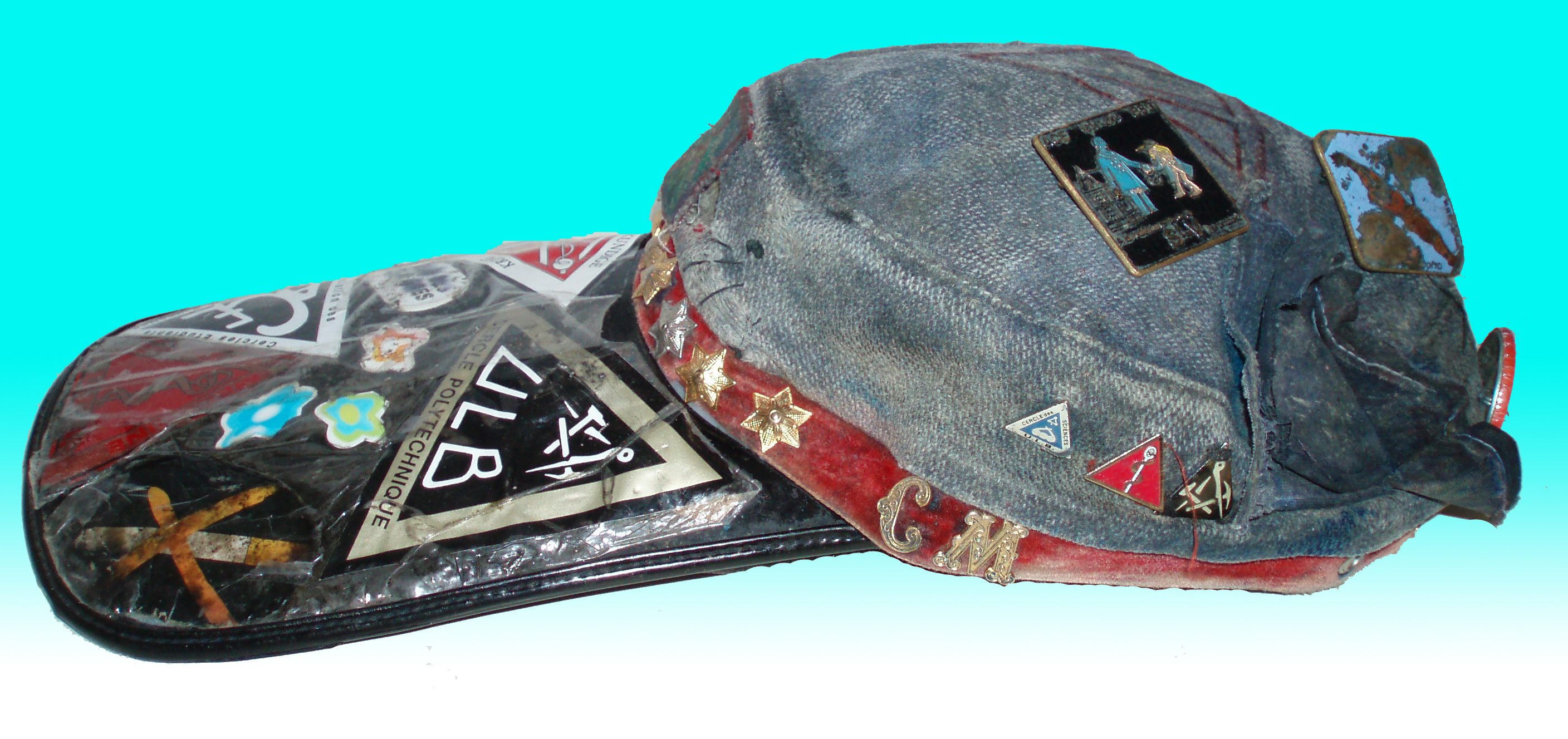
Klak van een student geneeskunde aan de ULB

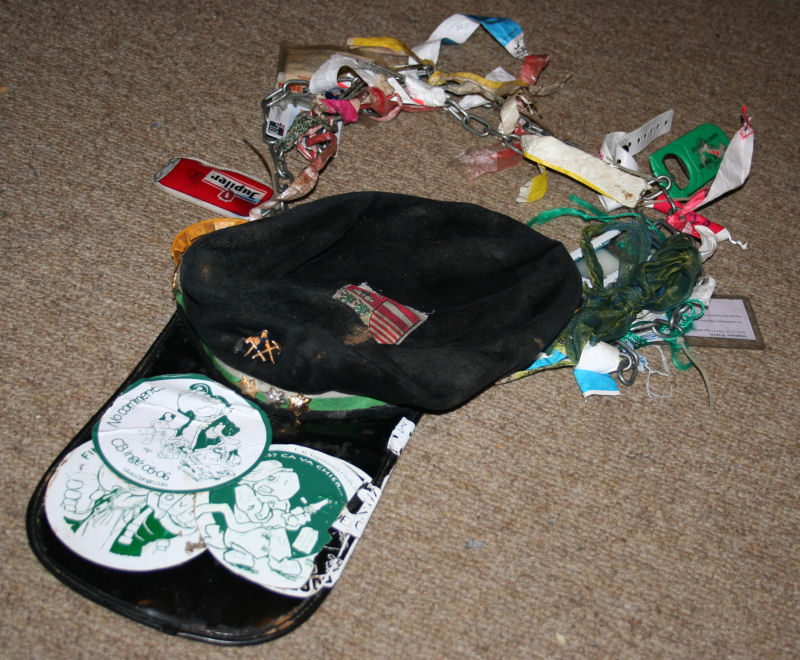
Klak van een student Burgerlijk Ingenieur aan de Universiteit van Luik

Een klak, niet te verwarren met claque (hoge hoed), is de traditionele, folkloristische pet van studenten aan Belgische niet-katholieke universiteiten en hogescholen, waaronder de vroegere staatsuniversiteit Universiteit van Luik, de vrije universiteiten, Vrije Universiteit Brussel en Université libre de Bruxelles, en vele hogescholen en kunstacademiën van zowel de Franstalige als de Nederlandstalige Gemeenschap. Zij wordt tegenwoordig nog binnen enkele studentenclubs en faculteitskringen gedragen.  

## Rol in studentenfolklore
De klak of faculteitspet is een element van de studentenfolklore. De eigenaar kan een sterke persoonlijke band met de klak ontwikkelen, en voor oud-studenten kan de nostalgische waarde belangrijk zijn. De rol van de klak binnen de studentencultuur varieert van club tot club, van faculteit tot faculteit en van universiteit tot universiteit. In het algemeen is de klak verbonden aan de doop en de studentenkring die deze verstrekt. Zij mag slechts gedragen worden door studenten die facultair gedoopt zijn, volgens de tradities van de universiteiten en de hogescholen. De kleuren ervan worden bepaald door de faculteit waarbij de student ingeschreven is.

## Oorsprong
De klak ontstond rond 1850 aan de Université libre de Bruxelles (ULB) en aan de Universiteit van Luik (ULg). De huidige Franstalige benaming is penne maar voor 1918 werd in Luik de benaming crapuleuse gebruikt.
In de periode dat de klak voor het eerst opdook in Luik werd ze omschreven als een kleine linnen pet met een klep van waterbestendig stof. Ze was toen nog groen, de kleur van de ULg. Slechts 20 jaar later begonnen de kleuren te diversifiëren. De vorm van de klak doet denken aan het traditionele Duitse studentikoze hoofddeksel. De klep is vanaf de jaren 1970 geleidelijk aan langer geworden, vermoedelijk om het onderscheid met de kleploze calotte te benadrukken.
Er bestaan verschillende verklaringen voor het ontstaan en de betekenis van de klak:
- De klak, symbool van het volk in een tijdperk van sterke sociale spanningen, zou gediend kunnen hebben om de onafhankelijkheid van de student van de bourgeoisie ten toon te spreiden (ondanks de vaak elitaire afkomst van deze studenten);
- Anderen argumenteren dat de klak ontstond als reactie op de calotte, de lange klep van de klak dient om de ogen te beschermen van de aanblik Gods;
- Een derde interpretatie komt van de historicus Eugène Polain: "zij [de studenten] hadden een beetje de klederdracht van de Duitsers gekopieerd, en droegen witte broeken, en een te korte vest. Zij hadden als hoofddeksel een kleine pet met een klep van waterbestendig stof. Wij hebben dit hoofddeksel gedragen op de basisschool, sinds 1870. Maar wat stond op het hoofd van kleine bengels was belachelijk op dat van grote jongens".

## Omschrijving
De klak bestaat uit drie onderdelen:
- de stof
- de band
- de klep

### De stof
Dit is het stuk stof dat het hoofd bedekt. Aan de bovenkant is meestal de naam van de universiteit of hogeschool geborduurd. De oorspronkelijke kleur varieert afhankelijk van faculteit en universiteit, maar wordt snel blauw na blootstelling aan methyleenblauw bij de dopen. De klakken van polytechnische richtingen zijn zwart, van andere faculteiten initieel meestal wit of lichtbeige. Op de stof brengt men allerhande insignia, symbolen en decoratieve elementen aan. In het bijzonder treft men hier het symbool van de faculteit aan. Dit symbool wordt de facultaire caducée genoemd. Op de klak worden vaak allerhande voorwerpen aangebracht die een bijzondere betekenis hebben voor de student, of dienen tot het personaliseren van het hoofddeksel op een originele wijze.

#### Aan de VUB en de ULB
De originele kleur is lichtbeige of wit (behalve voor ingenieursstudenten, die een zwarte klak dragen en voor leden van KEPS wier klakken volledig geel gedoopt worden) en bezit aan de bovenzijde een grote driehoek met de letters "VUB" of "ULB" in de kleur van de faculteit. Een geborduurd embleem met het symbool van de faculteit of studierichting, die de student op het moment van zijn doop volgt, wordt aan de voorzijde aangebracht. Een metalen caducée met dit symbool wordt ook aan de achterzijde bevestigd, en vervangen wanneer de student van richting verandert.
Nadat de eigenaar gedoopt is volgt er een doop van de klak, waarbij datum en verdere ceremoniële details aan de binnenzijde worden geschreven. Typisch voor de VUB en de ULB zijn de Saint-Vé medailles. Hiervan verschijnt ieder jaar een nieuwe editie ter gelegenheid van de Verhaegenherdenking, het feest van de oprichting van de ULB, en de VUB die hieruit ontsprongen is.

#### Aan de ULg
Aan de Universiteit van Luik en de Luikse hogescholen wordt er een stuk stof met het blazoen van de Provincie Luik aan de klak genaaid. De metalen caducée met het symbool van de faculteit wordt aan de voorzijde geplaatst.

### De band
Deze gekleurde band omgeeft de klak aan de onderrand, net boven de klep. De kleur wordt bepaald door de faculteit of studierichting. Deze kleur wordt ook teruggevonden op de toga's van het doopcomité van de facultaire kring.
Vooraan worden zilver- of goudkleurige sterren of boulons aangebracht die het aantal (aangevangen) studiejaren voorstellen. Wanneer van richting veranderd wordt, wordt een stukje band met de nieuwe faculteitskleur aangebracht om de betreffende sterren (boulons) op te plaatsen. Koperen letters met de initialen van de kringen waarbij de student gedoopt is worden aan de zijkanten bevestigd. 
Een schacht kan ook een bijnaam verdienen. Deze kan dan achteraan op de band geplaatst worden onder de caducée. Dit is een gebruik dat vooral aan Franstalige universiteiten en hogescholen geldt.
Banden van de 4 oudste kringen hebben een fluwelen band.

#### Aan de VUB en de ULB
De initialen van de facultaire kring (of kringen, indien de student zich laat herdopen bij een andere kring) staan links op de band. Die van regionale kringen of andere kringen aan de rechterzijde. Tegenwoordig is een facultaire doop vereist om een klak te mogen dragen. Een discussie hierover steekt af en toe de kop op, maar algemeen genomen is er een consensus dat de facultaire dopen een meerwaarde bieden die het dragen van een klak rechtvaardigt.

#### Aan de ULg
- Aan de linkerkant het vrijheidssymbool van de stad Luik, het 'Perron',
- Rechts, een stier, symbool voor de studenten,
- Gouden letters met betrekking tot het doopcomité staan iets meer naar achteren.

### De klep
De klep is een stuk geplastificeerd karton dat de ogen overschaduwt. Ze ontspringt onder de band over de volledige breedte van de voorkant van de klak.
De lengte van de klep kan variëren. Het merendeel van de studenten kiest voor een klep van 8, 10, 12, 14, 16 of 18 cm. De betekenis van de lengte van de klep wordt vaak gerelateerd aan viriliteit, al bestaat er onduidelijkheid over een rechtstreeks of omgekeerd verband met de lengte van het mannelijk lid. De klep wordt vaak ook versierd met allerhande zelfklevers. Bij sommige Luikse faculteiten daarentegen, ziet de klep er eender uit voor alle gedoopten, en kan niet gepersonaliseerd worden.

## Ornamenten
Een klak is een persoonlijk voorwerp, en heeft wat weg van een identiteitskaart of lidkaart. Het symboliseert het academisch en folkloristisch parcours van zijn drager door versieringen aangebracht door de eigenaar.

## Andere studentikoze hoofddeksels
- In België is er naast de klak ook de calotte.
- In Frankrijk is er de faluche.
- In Groot-Hertogdom Luxemburg is er de casquette.
- In Italië is er de feluca.
- In Zwitserland is er de stella.